# Hanne Budtz
Olga Johanne "Hanne" Budtz, född Poulsen 21 september 1915 i Maribo, död 12 mars 2004, var en dansk advokat, politiker (Det Konservative Folkeparti) och kvinnosakskämpe. Hon var riddare av Dannebrogsorden från 1965 och från 1971 riddare av 1:a graden.

## Tidiga år
Hanne Budtz växte upp i en stor familj, med sex syskon. Fadern, Carl Peter Poulsen, var garvare och gift med Anne Kirstine Elisabeth Bramsen. Modern var engagerad inom Dansk Kvindesamfund (DK), ett engagemang som sedan kom att ärvas till dottern, och båda föräldrarna var dessutom engagerade inom Det Konservative Folkeparti. Barnen hade tillgång till god utbildning och den unga Hanne Budtz tog studentexamen från Nykøbing Katedralskole i Nykøbing Falster 1933. Hon beslutade sig sedan för att studera juridik och blev antagen till Köpenhamns Universitet och 1939 avlade hon sin kandidatexamen. Hon flyttade härefter tillbaka till Nykøbing Falster och blev advokatfullmäktig, och sedan sekreterare vid Patent- og Varemærkedirektoratet (motsvarande Patentverket i Sverige). Hon blev auktoriserad advokat 1945 och blev advokat vid Østre Landsret i Köpenhamn samtidigt som hon fick mötesrätt vid Højesteret, det vill säga att hon fick rätt att företräda klienter. Under de påföljande åren kom hon även att arbeta för Studenternes Retshjælp och Dansk Kvindesamfunds rådgivningskontor.
Hanne Budtz gifte sig 23 augusti 1945 med ingenjören Otto Johan Budtz. De fick tillsammans dottern Ville 1946.

## Politisk karriär

### Kvinnofrågor
Budtz var vid sidan om sin juridiska karriär engagerad inom Dansk Kvindesamfund. År 1951 efterträdde hon partikamraten och juristkollegan Erna Sørensen som ordförande av DK, en post som hon behöll fram till 1956. Under hennes ordförandeskap präglades jämställdhetsdebatten i Danmark av ensamstående mödrars levnadsförhållanden, kvinnornas inträde till arbetsmarknaden och kravet på att kvinnor och män skulle beskattas var för sig (särbeskattning). Dessa frågor avspeglades i en debatt om äktenskapets ekonomiska aspekter mot advokaten Svend Heltberg, vari Budtz framhävde sin åsikt om att kvinnan skulle tilldelas ett fast pengabelopp av sin forne make vid en skilsmässa för att kunna utbilda sig och därmed skaffa sig en egen försörjning.
Genom ordförandeskapet i DK var Budtz med om att propagera för att fler kvinnor skulle bli invalda till alla politiska instanser, och parallellt med denna post var hon själv folketingskandidat för Det Konservative Folkeparti (DKF). Hon blev invald 1953 i Sankt Hans Torvs valkrets i Nørrebro, där partiet aldrig hade lyckats få några mandat tidigare. Sin plats i Folketinget behöll hon fram till valet 1973 (det s.k. jordskredsvalget då 1/3 av alla ledamöter byttes ut) och var en markant profil i frågor som rörde kvinnor och barns levnadsförhållanden. Hon var DKF:s ordförande rörande äktenskapslagstiftningen, som under denna tid fick utstå angrepp i samband med 1960-talets ungdomsrevolt och den växande rödstrumperörelsen. Hon var även, tillsammans med flera av landets ledande kvinnor, en framträdande medlem i kvinnokommissionen (1965–1974), som tillsattes av statsminister Jens Otto Krag för att utreda kvinnornas ställning i samhället och därmed ge underlag för att man skulle kunna skapa reell jämställdhet. Hon intog här bl.a. ordförandeskapet för det utskott som behandlade kvinnors deltagande inom det offentliga livet. Under 1960-talets konfliktfyllda debatt om sexualundervisning bröt hon med partilinjen och röstade för en obligatorisk sexualundervisning, graviditetsförebyggande vägledning av unga kvinnor (från 15 år) samt för fri abort. Hon var även ordförande av den kommission som förberedde 1970 års lag om en lättare tillgång till abort för vissa grupper av kvinnor, samt DKF:s, Venstres och Det Radikale Venstres gemensamma ordförande i abortfrågor.
Budtz gjorde sig även bemärkt i debatten om separerade makars efternamn, vari hon ansåg att det var ”förargligt” att kvinnor som ingick ett nytt äktenskap inte fick använda sig av släktnamnet från det första äktenskapet. Hon tog upp frågan i Folketinget och hänvisade till flera rättsliga och administrativa domar som förbjöd kvinnor att använda sina f.d. makars släktnamn. I samband med denna debatt tillsatte justitieminister Hans Hækkerup ett utskott som skulle behandla frågan, vilket resulterade i namnlagen av 1961 som tillät att kvinnor på begäran kunde få behålla sina flicknamn vid giftermål. Budtz underströk dock att kvinnor var självständiga personer som själva hade rätt att välja sina namn.

### Radiorådet och uppdrag i Folketinget
Budtz representerade DKF i Radiorådet och dess programutskott 1959–1968, och var samtidigt partiets mediepolitiska ordförande och medlem av partiets egna radioutskott. Hon var en förespråkare av liberalisering och fri konkurrens, och ansåg därmed att det statliga monopolet inom radio och TV skulle brytas, samt för Danmarks Radios del, ett åtskiljande av radio- och TV-verksamheterna. Förebilden för Budtz önskan om fri konkurrens var Storbritannien, där public-servicebolaget BBC hade en konkurrent i den kommersiella TV-kanalen ITV. För övrigt var Budtz en försvarare av att boxning skulle få sändas i dansk TV, och att radion skulle ha en demokratisk representation som inte endast bestod av lyssnarföreningarna och att Radiorådet endast skulle ta ställning till principiella och politiska sändningar. Det sistnämnda fick Radiorådet visa prov på då man skulle ta ställning till en sändning av ett program om Vietnamkriget, vilken hade kritiserats hårt av främst konservativt sinnade för att vara för vänstervriden och antiamerikansk. Protokollen från Radiorådets möten preciserade inte vilka som var emot programmet, men det fanns spekulationer i att det var Hanne Budtz och rådets vice ordförande, professor Hakon Stangerup, som utgjorde den minoritet som ville förhindra sändningen. Det blev senare bekräftat att Budtz var kritisk till programmet och hon förklarade att hon ansåg att den gav danska ungdomar intrycket av att amerikanerna en dag skulle komma att bomba Danmark. Hon ansåg även en intervju med en amerikansk officer, vars uttalande att ett krig också drabbar civilbefolkningen, medverkade till att skapa en antiamerikansk inställning hos människor. Denna ståndpunkt fick Else Elbæk (Det Radikale Venstre) att fråga om Radiorådets två falanger representerade dem som ansåg att krig var motbjudande respektive dem som ansåg att krig inte var motbjudande, vari Budtz svarade ”Tag tillbaka de orden (…) Självklart anser vi alla att krig är motbjudande!”. Parallellt med denna debatt råkade Radiorådet ut för ytterligare en stormig falangbildning, denna gång om sändningarna av brittiska och amerikanska hjälteserier (Maxwell Smart, Amos Burke och O'Brien respektive serierna om Mr. Drake och ”Helgonet”), i vilken Budtz uttalade att manliga seriehjältar skulle bedömas av kvinnor samt sin egen åsikt om att låta sändningarna av seriehjälten O'Brien upphöra eftersom hon inte fann honom charmerande. I övrigt råkade hon ofta i konflikt med den socialdemokratiska TV-producenten Lasse Budtz. Trots samma efternamn var Lasse Budtz och Otto Budtz, Hanne Budtz make, ej släkt på nära håll, men de härstammade båda från en viss Johan Budtz från 1700-talet.
Budtz blev med tiden en allt mer betydande person inom den konservativa folketingsgruppen. Hon var medlem Dansk Interparlamentarisk Gruppe 1961, av Folketingets presidium 1968–1973 (som 2:e vice ordförande) samt statsrevisor 1969–1974. Vid sidan om arbetet i Folketinget var Budtz ordförande av DKF:s kvinnoförbund 1964–1974, medlem av Frederiksbergs kommunfullmäktige 1958–1964, och när hon inte blev återvald till den förra vid valet 1973 återupptog hon arbetet som kommunpolitiker 1974–1978.

## Övriga förtroendeposter & uppdrag
- Medlem av Landsskatteretten (motsvarande förvaltningsrätten i Sverige) (1974–1980)
- Styrelseledamot av försäkringsbolaget Dansk Folkeforsikringsanstalt (DFFA)
- Styrelseledamot av Dansk Kulturfilm
- Styrelseledamot av Foreningen Norden
- Konsult för Danmarks Radio (1950–1959)